# Przekrój

Przekrój là tờ báo hàng tuần lâu đời nhất của Ba Lan thành lập vào năm 1945 tại Kraków, hiện vẫn đang hoạt động. Sau khi tạm thời đóng cửa vào năm 2013, nhiếp ảnh gia Tomasz Niewiadomski mua lại tờ báo mua lại và tái ra mắt lại vào tháng 12 năm 2016 dưới dạng tạp chí hàng quý. Phong cách văn chương vô song và sức hấp dẫn trực quan sống động của Przekrój được tạo ra do sự hợp tác với những trí thức tiên phong, nhà văn, nhà thơ, nghệ sĩ và họa sĩ hoạt hình Ba Lan. Przekrój là nơi sinh ra những nhà văn nổi tiếng như Wisława Szymborsk, Stanisław Lem và Czesław Miłosz.

## Lịch sử
Nhà văn kiêm nghệ sĩ đồ họa Marian Eile-Kwaśniewski (1910–1984) là nười sáng lập và phát triển tờ Przekrój. Ông là tổng biên tập đầu tiên và duy nhất của tạp chí cho đến năm 1969. Tạp chí tập trung vào các sự kiện xã hội, chính trị và sự kiện văn hóa, về cả Ba Lan lẫn quốc tế. Trong những năm 1970, Przekrój đã đạt được số lượng xuất bản kỷ lục, với 700.000 bản mỗi số, cho đến nay Przekrój là tạp chí phổ biến nhất trong nước. Tính đến năm 2011, tờ báo có số lượng phát hành khiêm tốn là 73.000 bản.
Danh sách các tổng biên tập theo thứ tự thời gian bao gồm Marian Eile (1945–1969), Mieczysław Kieta (1969–1973), Mieczysław Czuma (1973–2000), Maciej Piotr Prus (2000–2001), Józef Lubiński (2001), Jacek Rakowiecki (2001–2002), Roman Kurkiewicz (2002), Piotr Najsztub (2002–2006), Mariusz Ziomecki (2006–2007), Jacek Kowalczyk (2007–2010), Katarzyna Janowska (2010–2011), Artur Rumianek (2011), Donat Szyller (2011), Roman Kurkiewicz (2012), Zuzanna Ziomecka, Marcin Prokop (2012-2013) và Tomasz Niewiadomski (từ 2016).
Sau khi đóng cửa vào năm 2013, Przekrój không còn bản in cho đến tháng 12 năm 2016, khi nó được khởi chạy lại theo quý, với phong cách biên tập lấy cảm hứng sâu sắc từ các ấn bản đầu tiên của tạp chí từ những năm 1950 và 1960.
Sau đây là tác giả từng đóng góp cho Przekrój: Maria Dąbrowska, Jarosław Iwaszkiewicz, Jan Brzechwa, Bohdan Butenko, Konstanty Ildefons Gałczyński, Kazimierz Wyka, Daniel Mróz, Jerzy Waldorff, Sławomir Mrozek, Ludwik Jerzy Kern và Jan Błoński.